# Пам'ятник (село)
Па́м'ятник — село в Україні, у Мирненській селищній громаді Скадовського району Херсонської області. Населення становить 28 осіб.
24 лютого 2022 року село тимчасово окуповане російськими військами під час російсько-української війни.

## Населення
Згідно з переписом УРСР 1989 року чисельність наявного населення села становила 39 осіб, з яких 18 чоловіків та 21 жінка.
За переписом населення України 2001 року в селі мешкало 28 осіб.

### Мова
Розподіл населення за рідною мовою за даними перепису 2001 року:
| Мова       | Відсоток |
| ---------- | -------- |
| українська | 71,43 %  |
| російська  | 28,57 %  |